# Pusztaszer, Csongrád
Pusztaszer  este un sat în districtul Kistelek, județul Csongrád, Ungaria, având o populație de 1.521 de locuitori (2011). 

## Demografie
Componența etnică a satului Pusztaszer
     Maghiari (98,14%)
     Necunoscut (0,68%)
     Alții (1,17%)
Componența confesională a satului Pusztaszer
     Fără religie (15,32%)
     Reformați (1,78%)
     Atei (1,05%)
     Necunoscută (81,85%)
Conform recensământului din 2011, satul Pusztaszer avea 1.521 de locuitori. Din punct de vedere etnic, majoritatea locuitorilor (98,14%) erau maghiari. Apartenența etnică nu este cunoscută în cazul a 0,68% din locuitori. Nu există o religie majoritară, locuitorii fiind persoane fără religie (15,32%), reformați (1,78%) și atei (1,05%). Pentru 81,85% din locuitori nu este cunoscută apartenența confesională.